# Paul Heinecken
Paul Heinecken, auch Heineken (* 9. Dezember 1674 in Riga; † 1746 in Lübeck) war ein deutscher Maler, Zeichner und Architekt sowie Vater eines vielbeachteten Wunderkinds.

## Leben
Paul Heinecken war ein Sohn des aus Holstein stammenden Rigaer Stadtbaumeisters (Stadtmaurers) Hinrich Henicke (Hänicke, Hönnicken, * 1639/40 in Plön (?), † Mai 1705 Riga). Er erlangte erste Kenntnisse im Architekturzeichnen bei seinem Vater und kam dann nach Lübeck als Schüler von Karl Krieg. Von Lübeck aus reiste er nach Venedig und Rom, wo einige der Zeichnungen entstanden, die er 1727 veröffentlichte. Er erlangte als Schilderer im Februar 1707 das Lübecker Bürgerrecht und wurde nach einigem Hin und Her vom Lübecker Rat im Mai 1707 als Contrafeier und Freimeister zugelassen. Er bewohnte ein Haus in der Königstraße in zentraler Lage der Lübecks.
In seiner 1727 erschienenen Augsburger Veröffentlichung Lucidum prospectivæ Speculum, Das ist: Ein heller Spiegel der Perspective zeigte er sich als Architekturmaler und Meister der Perspektive. Das Werk mit Entwürfen und Vollzeichnungen von Deckengemälden, Kapitellen, Altären, Grabmälern sowie einigen Polyedern bietet eine grundlegende Einführung in die Perspektivenlehre und gilt heute als one of the most beautiful comprehensive ‘monumental’ treatises written in the eighteenth century. Es wurde häufig von Malern als Lehrbuch zum Studium der Perspektive benutzt.

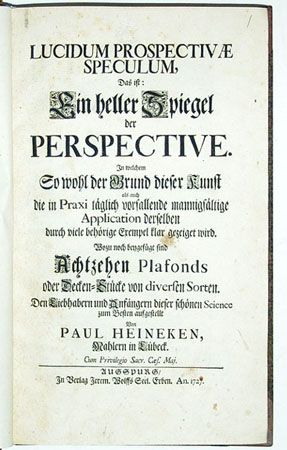
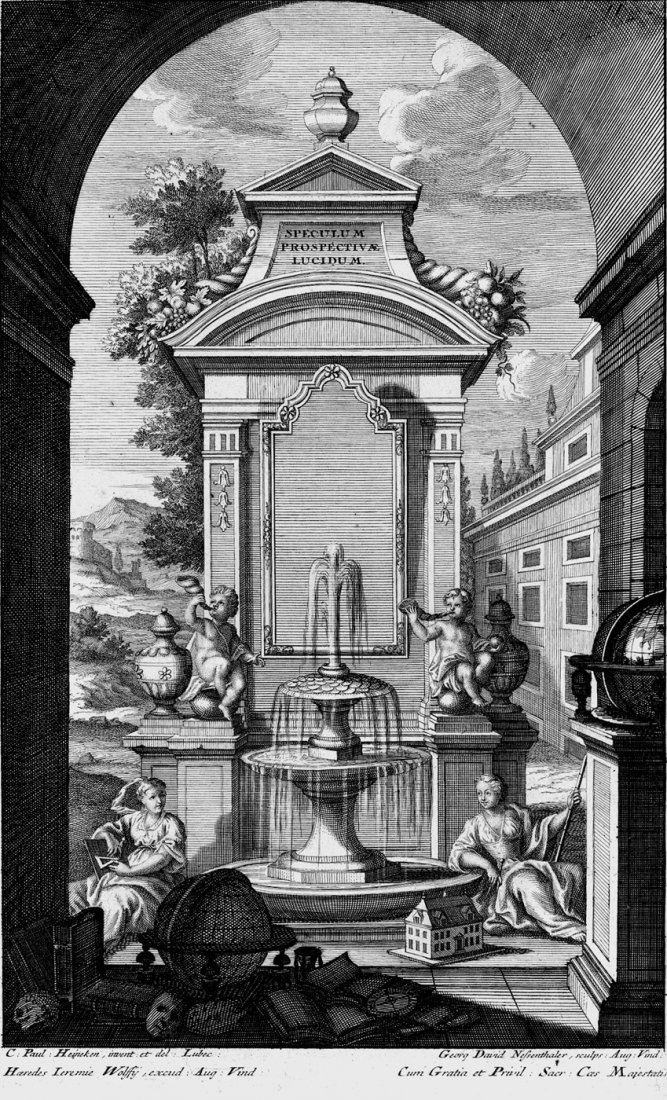
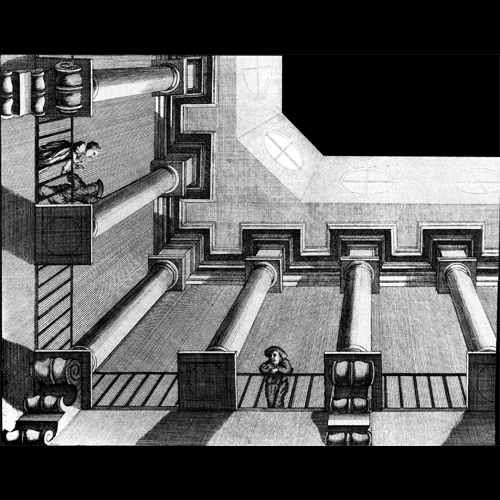
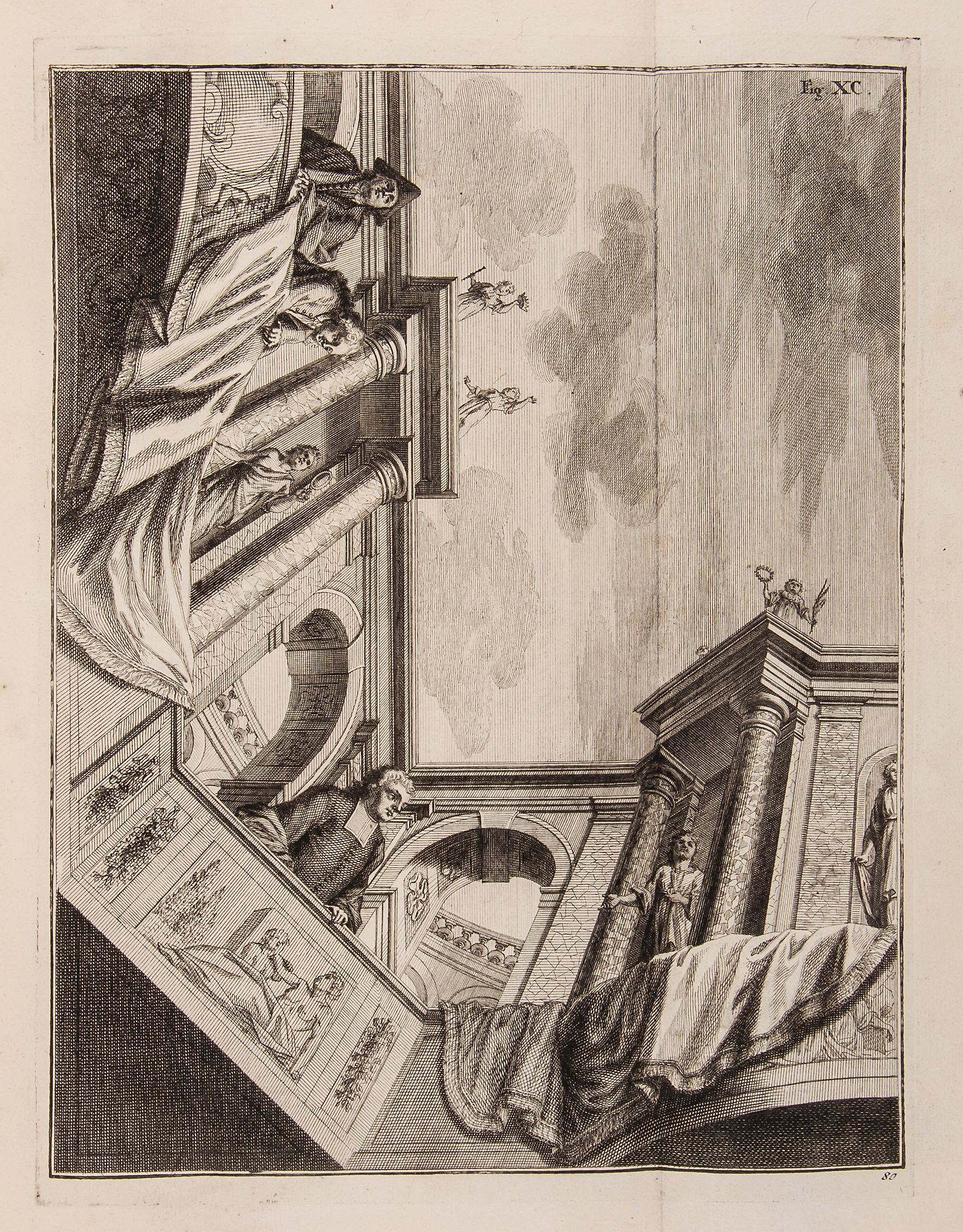

In Lübeck betrieb er, wohl um seine Einnahmen zu verbessern, eine Kaffeestube in dem von ihm bewohnten Haus an der Ecke Königstraße/Johannisstraße (heutige Hausnummer: 41, Ecke Dr.-Julius-Leber-Straße), die zu einem geselligen Treffpunkt der Stadt wurde und auch durchreisenden Komödianten als Bühne diente. Georg Philipp Telemann und Christian Ludwig Liscow gehörten zu ihren Gästen. Das Kaffeehaus bestand noch lange nach seinem Tod bis 1861 unter dem Namen Harmonie.
Paul Heinecken wirkte auch als Miniatur- und Emailmaler; Ismael Mengs und Johann Harper waren seine Schüler. Beide profitieren nach der Überlieferung seines Sohnes Carl Heinrich von Heineken von der im Hause Heinecken sehr stark praktizierten Chemie in der Perfektionierung der Emailmalerei. Harper malte 1724 ein Porträt des jüngeren Sohnes Heinecken, des Lübecker Wunderkinds. Paul Heinecken schuf nach dem Gemälde von seiner Frau die Vorlage für den Stich von Christian Fritzsch.

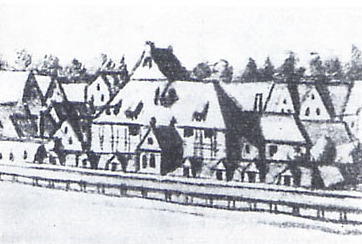
Oper am Gänsemarkt, Ausschnitt aus der Hamburger Stadtansicht Paul Heineckens 1726

Von Hamburg entstanden ein Plan (um 1721), ein Prospekt von der Alster aus (1726/27) und eine Gesamtansicht von Süden (um 1730).

## Familie
Heinecken heiratete nach Erwerb des Lübecker Bürgerrechts 1707 die Lübecker Malerin Catharina Elisabeth, geb. Oesterreich, eine Tochter des Malers Franz Oesterreich und Stieftochter seines Lehrers Karl Krieg. Der nobilitierte Kunstsammler und Kunsthistoriker Carl Heinrich von Heineken und das Wunderkind Christian Henrich Heineken waren ihre Söhne.

## Schriften
- Lucidum prospectivæ Speculum, Das ist: Ein heller Spiegel der Perspective; In welchem So wohl der Grund dieser Kunst als auch die in Praxi täglich vorfallende mannigfältige Application derselben durch viele behörige Exempel klar gezeiget wird; Wozu noch beygefüget sind Achtzehen Plafonds oder Decken-Stücke von diversen Sorten / Den Liebhabern und Anfängern dieser schönen Science zum Besten aufgestellt von Paul Heineken, Mahlern in Lübeck. Augsburg: Jerem. Wolffs Seel. Erben 1727.

2. Auflage:  Augsburg: J.J. Lotter 1753.